# Bernard Łubieński
Bernard Alojzy Łubieński, ( translit. Bernard Aloysius Lubienski ) C.Ss.R., (9 de diciembre de 1846 – 10 de septiembre de 1933) fue un sacerdote, misionero y escritor redentorista polaco, estrechamente relacionado con el obispo Robert Coffin y con la Iglesia católica en Inglaterra, donde pasó su juventud y los primeros años de su carrera. Fue miembro de la comunidad religiosa de la iglesia católica de Santa María, Clapham en Londres antes de regresar a Polonia en la década de 1880 para unirse al restablecimiento de su orden allí con la ayuda de su familia. Actualmente es objeto de un proceso de beatificación.

## Primeros años
Łubieński fue el segundo de doce hijos nacidos en Guzów (Polonia) del conde Tomasz Wentworth Łubieński, blasón de Pomian, y Adelajda, de soltera Łempicka, miembros de una prolífica y emprendedora familia polaca szlachta, considerada en su día como magnates. Era bisnieto del ministro de Justicia y patriarca de la familia, Félix Hr. Łubieński (1758-1848) y de su esposa escritora, Tekla Teresa Łubieńska (1767-1810), que había recuperado la inmensa finca de Guzów del embargo estatal prusiano tras la tercera partición de Polonia, obteniendo un título prusiano en el proceso. Además, era nieto del anglófilo Henryk Łubieński, industrial, financiero y cofundador de la ciudad molinera de Zyrardów. Sus hermanos eran Henryk, Zofia, Roger, Maria, Zygmunt, Adam, Michał, Irena, Celina, Teresa y Tomasz.
Alrededor de los seis años, Łubieński fue cedido a los piadosos parientes de su padre, María (de soltera Łubieńska) y Félix Szymanowski, que habían perdido recientemente un hijo pequeño, y fue criado junto a su hijo superviviente, Teodor, que era unos meses mayor que Bernard. Los niños fueron educados en casa en Varsovia y Cygów hasta la edad de once años, cuando en el otoño de 1858 Bernard y su hermano mayor, Henryk, fueron enviados a un internado católico inglés, el Ushaw College en el condado de Durham. Tenía parientes en Herefordshire, ya que una prima de su padre, Irena Dzierżykraj-Morawska, había venido de Polonia para casarse con Charles de La Barre Bodenham, de una antigua familia recusante inglesa, por lo que los niños Łubieński pudieron visitarlos en su casa señorial, "Rotherwas".

## Carrera monástica

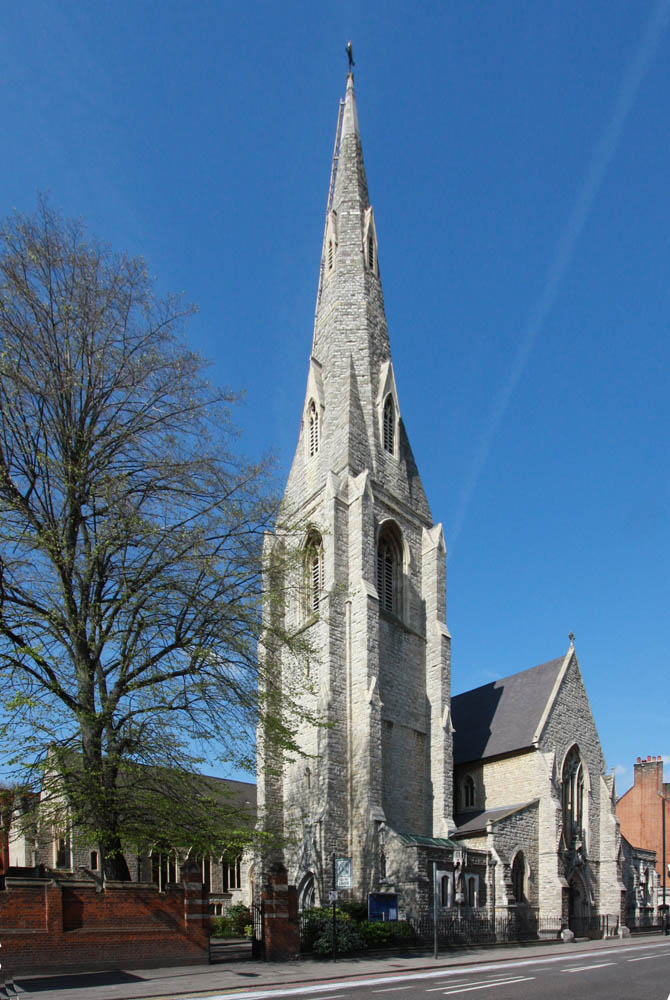
Iglesia RC de Santa María, Clapham

Łubieński fue un estudiante indiferente hacia el final de su estancia en St. Cuthbert's, donde no logró obtener su certificado de fin de estudios. Esto probablemente afectó a su iniciativa de ingresar en la Compañía de Jesús, habiendo asistido a un retiro en Manresa House, Roehampton, dirigido por Alfred Weld SJ, del 30 de agosto al 5 de septiembre de 1864, tras lo cual su solicitud fue rechazada por la orden. Con la desaprobación de su padre (y de un tío que era obispo, Konstanty Ireneusz Łubieński), Łubieński se hizo postulante en la comunidad redentorista de Clapham en 1864 y luego entró en su noviciado en Inglaterra. Tras realizar estudios teológicos y filosóficos en Witten (Países Bajos), fue finalmente ordenado en Aquisgrán (Alemania) en 1870. Regresó a Inglaterra y se dirigió a Clapham para realizar labores pastorales y atender a los exiliados polacos en Londres. Viajó a Perth (Escocia) para formarse en el trabajo misionero, visitó Irlanda y asistió a cursos en Bishop Eton, en Liverpool, mientras atendía a la población local. En Inglaterra, trabajó como archivero de la orden y llegó a ser ecónomo provincial. En 1879 su hermano, Roger, le invitó a una visita a Polonia, donde conoció al provincial redentorista austriaco, con el que había contactado previamente el provincial inglés de Łubieński, Robert Coffin. Entre ambos acordaron que la orden debía ampliar su misión de nuevo en Polonia. Los redentoristas habían sido expulsados del Gran Ducado de Varsovia por Napoleón en 1809.

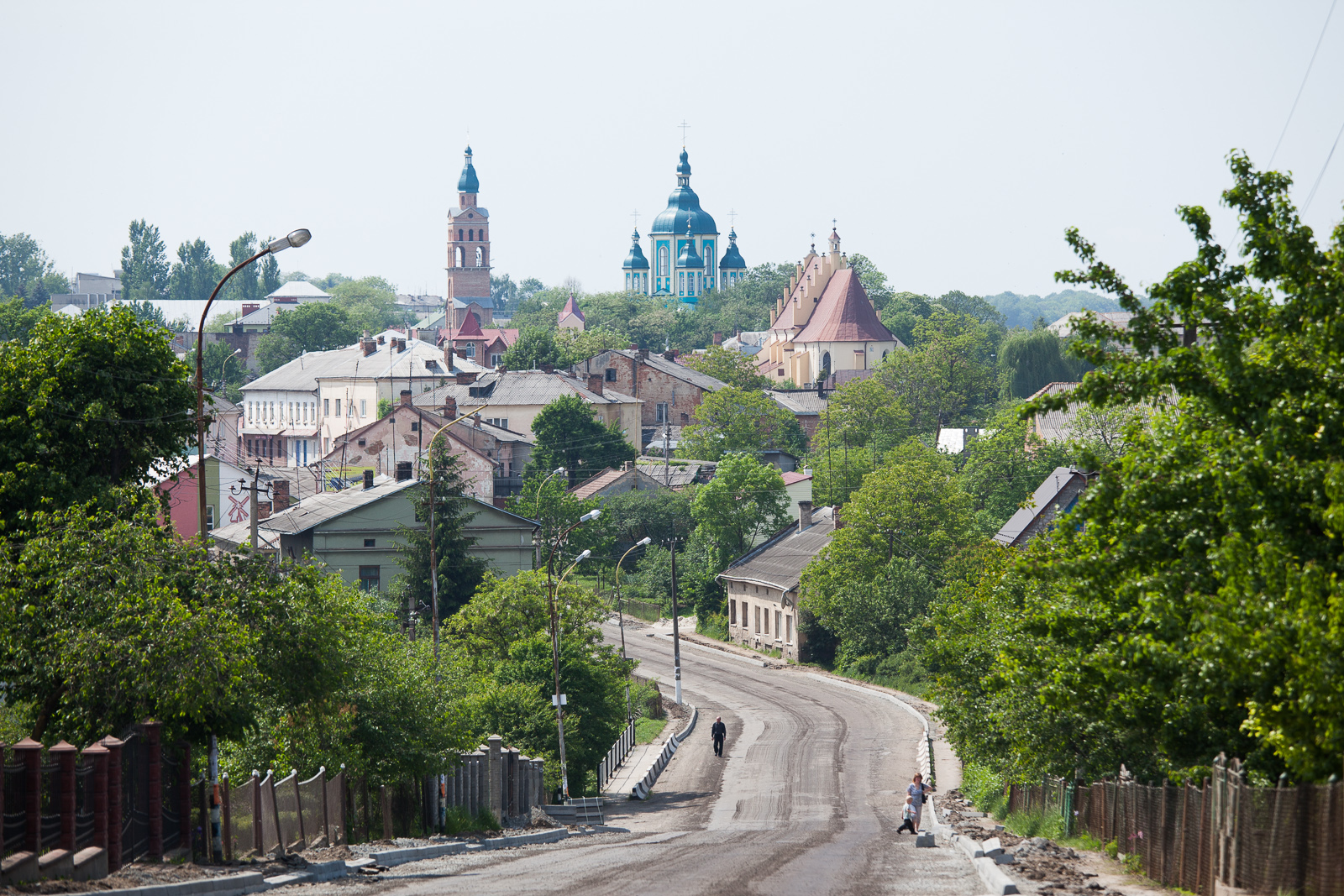
Paisaje urbano de Mościski, ahora en Ucrania

En 1881, la provincia austriaca de la orden compró un antiguo monasterio dominico en Mościska, diócesis de Przemyśl. En 1882, tras haber cerrado sus asuntos en Londres, Łubieński regresó a Polonia - vía Roma, donde se le concedió dos veces una audiencia con el Papa León XIII - después de 25 años de ausencia, para participar en la reintroducción de la Provincia Polaca de los Redentoristas y para estar más cerca de su numerosa familia. En 1885 sucumbió a una gripe acompañada de una parálisis que, tras el tratamiento, le dejó cojo para el resto de su vida. Se le ofreció la sede de Maguilov, pero la rechazó por su mala salud y por su inclinación a celebrar retiros, a la labor misionera y a escribir. En cualquier caso, se identificó mucho con la vida sencilla del sacerdote francés Jean Vianney. Dirigió retiros para todos los sectores de la sociedad, incluidos sacerdotes y religiosos. Se convirtió en un predicador respetado y solicitado y, como descendiente de una familia de antiguos primados polacos, se dice que influyó espiritualmente en cuatro futuros primados de Polonia (1900-1948). Al final de su ministerio, se dice que realizó 244 viajes misioneros por las tres particiones de Polonia, 508 retiros y reformó 54 iglesias y construyó dos. Tras su muerte en Varsovia, a los 86 años, sus allegados opinaron que había muerto en "olor a santidad". 

## Proceso de beatificación

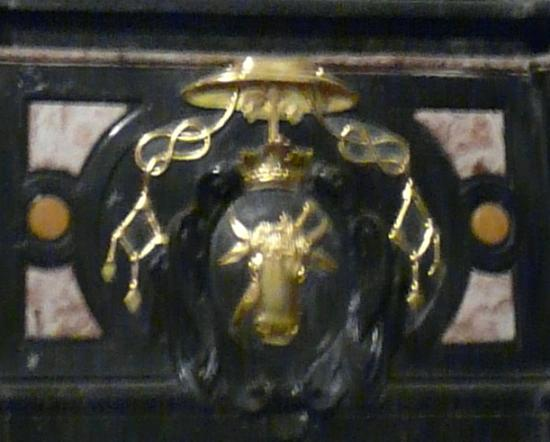
Escudo de armas de Matías Lubienski (Maciej Łubieński), primado de Polonia e interrector de la mancomunidad polaco-lituana, en su monumento funerario dentro de la catedral de Gniezno.

Persuadidos de la virtud heroica de su vida, los padres redentoristas iniciaron el proceso eclesiástico en la causa de la beatificación de Łubieński. El 2 de junio de 1961 se inició la etapa de investigación necesaria, que concluyó a nivel de la archidiócesis de Varsovia el 24 de noviembre de 1965. En el curso de la investigación se recibieron las declaraciones de 44 testigos. Después de muchos cambios, Antonio Marrazza C.Ss.R fue nombrado postulador de la causa. Se recurrió a una Comisión Histórica especial para reunir material. El 28 de marzo de 1995, la Comisión concluyó su trabajo y transmitió sus conclusiones a la Congregación para las Causas de los Santos en Roma. El 30 de marzo de 1998, la Congregación emitió un decreto que validaba la etapa diocesana de la investigación. A finales de enero de 2005 se entregó a la Santa Sede una petición de Positio, que contenía una biografía detallada y una bibliografía con opiniones teológicas. El 12 de abril de 2005 se reunió un colegio consultivo que aceptó la validez del material histórico.
El 6 de marzo de 2018, el Papa Francisco promulgó un decreto que confirma el carácter heroico de las virtudes de Łubieński, que lleva consigo el título de " Venerable ".